# اوتشیهوو
اوتشیهوو (به چکی: Očihov) یک منطقهٔ مسکونی در جمهوری چک است که در ناحیه لوونی واقع شده‌است. اوتشیهوو ۱۲٫۴۵ کیلومتر مربع مساحت و ۳۵۲ نفر جمعیت دارد و ۲۸۹ متر بالاتر از سطح دریا واقع شده‌است.